# Zahájí
Zahájí (deutsch Sahaj) ist eine Gemeinde in Tschechien. Sie liegt drei Kilometer nördlich von Zliv und gehört zum Okres České Budějovice.

## Geographie

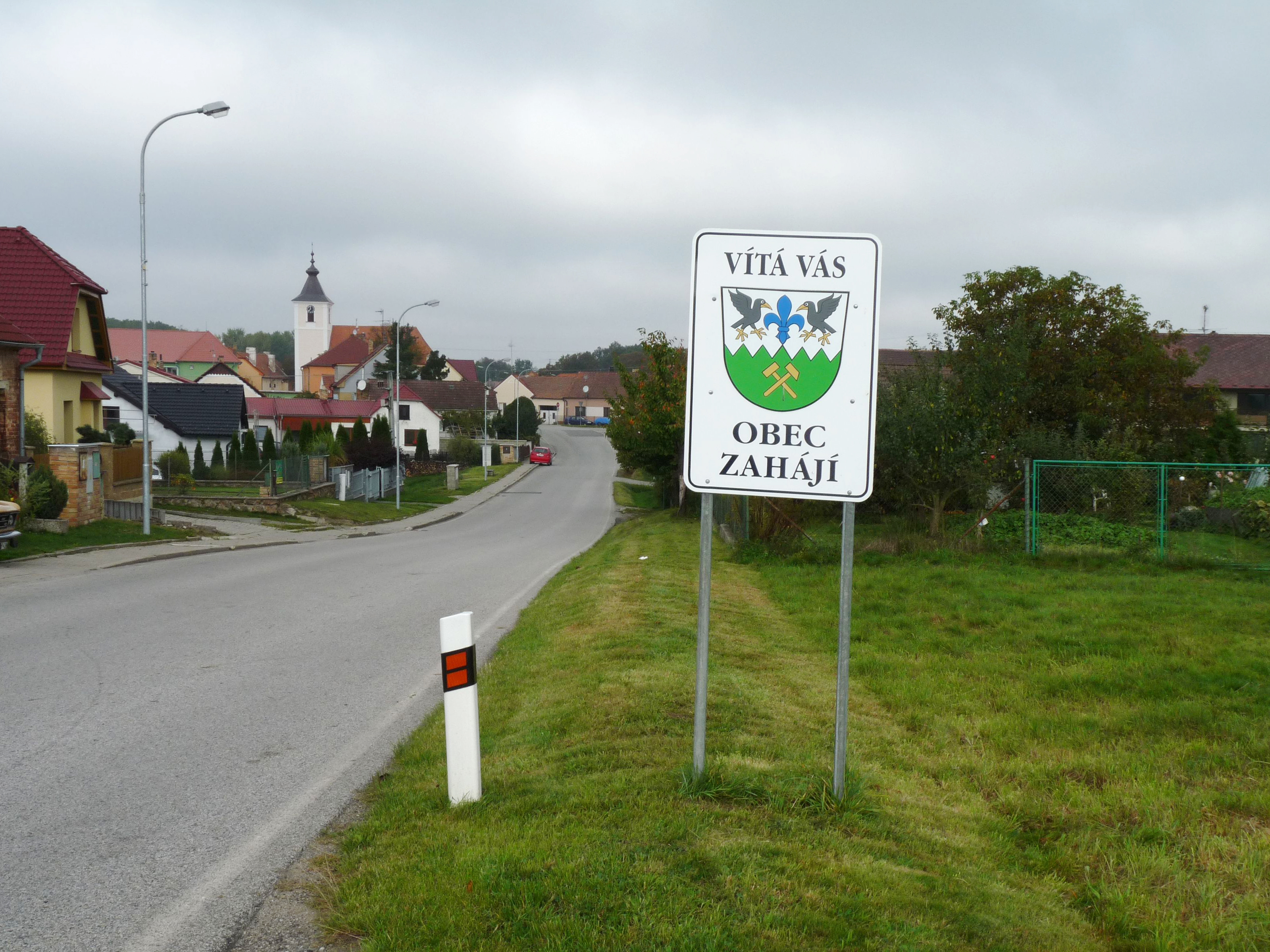
Blick auf Zahájí

Zahájí befindet sich am Rande der Teichlandschaft des Budweiser Beckens (Českobudějovická pánev). Nordöstlich erhebt sich der Olešnický vrch (499 m), im Osten der Velký Kameník (575 m) und Malý Kameník (530 m). Gegen Süden liegt der Teich Mydlovarský rybník, nordwestlich die Restlöcher mehrerer Lignittagebaue, die zuletzt als Klärsümpfe der Uranaufbereitung der MAPE Mydlovary dienten und stark kontaminiert sind. Östlich und südlich erstrecken sich ausgedehnte Wälder.
Nachbarorte sind Olešník und Ovčín im Norden, Vyhlídka und Chlumec im Nordosten, Stará Obora im Osten, U Gáby, Křivonoska und Munice im Südosten, Zliv im Süden, Překážka im Südwesten, Mydlovary im Westen sowie Dívčice und Nákří im Nordwesten.

## Geschichte
An einem erhöhten Platz östlich von Mydlowar wurde um 1300 eine Marienkirche erbaut. Um die Kirche entstand bald ein kleines Dorf, das wahrscheinlich nach seinem Gründer als Wawrzinczicz (Vavřinčice) benannt wurde. Ihre erste schriftliche Erwähnung fand die aus zehn Bauernwirtschaften bestehende Ansiedlung in einem päpstlichen Zehntverzeichnis von 1352. Aus den Namen der Bewohner ist ersichtlich, dass die ersten Bewohner Tschechen und Deutsche waren, die hier gemeinsam lebten. Der Ortsname Wawrzinczicz ist 1384 letztmals nachweislich, ab 1399 wurde das Dorf als Zahagie (= Hinterwald) bezeichnet. Vermutlich leitet sich dieser Name daher, dass die Bewohner von Frauenberg, die damals noch keine eigene Kirche hatten, zu den Gottesdiensten hinter den Wald gehen mussten. Die erste Nachricht über eine Schule in Zahájí stammt vom 16. Juli 1652. Nachdem während des Österreichischen Erbfolgekrieges die Franzosen 1741 das Schloss Frauenberg besetzt hatten, belagerte ein österreichisches Heer unter dem Kommando von Georg Christian von Lobkowitz das Schloss. Am 25. Mai 1742 kam es zum Gefecht bei Zahájí, bei dem etwa 200 Franzosen und über hundert Österreicher fielen. Bei den Kämpfen wurde das aus Holzhäusern bestehende Dorf niedergebrannt und die Felder verwüstet. Bei der großen Hungersnot von 1772 starben in Zahájí 102 Menschen. Im 19. Jahrhundert begann in der Umgebung des Ortes der Bergbau auf Lignit, Eisenerz und Ziegellehm.
Nach der Aufhebung der Patrimonialherrschaften bildete Zaháj ab 1850 einen Ortsteil der Gemeinde Mydlovary in der Bezirkshauptmannschaft Budějovice/Budweis. Im Jahre 1920 löste sich Zahájí von Mydlovary los und bildete eine eigene Gemeinde. 1922 wurde das Dorf elektrifiziert, zwei Jahre später gründete sich die Freiwillige Feuerwehr. 1952 wurde im Gebäude des örtlichen Nationalausschusses (MNV) ein Kindergarten eingerichtet. Zwischen 1957 und 1958 entstand das Kulturhaus. 1962 begann die MAPE Mydlovary mit der chemischen Aufbereitung von Uranerz, wobei die stillgelegten Lignitgruben als Absetzbecken dienten.
1967 hielt der Warschauer Pakt nordwestlich des Dorfes das Manöver Vltava  ab. Nach der Niederschlagung des Prager Frühlings wurden am 21. August 1968 auf den Straßen des Dorfes die Losungen Hanba (Schande) und Pravda vítězí (Die Wahrheit siegt) angebracht. Zu dieser Zeit lagerten in den Wäldern unter der Bouda zwei Kompanien der Roten Armee. Am 1. Januar 1976 erfolgte die Eingemeindung nach Zliv. Seit dem 24. November 1990 bildet Zahájí wieder eine eigene Gemeinde.

## Sehenswürdigkeiten

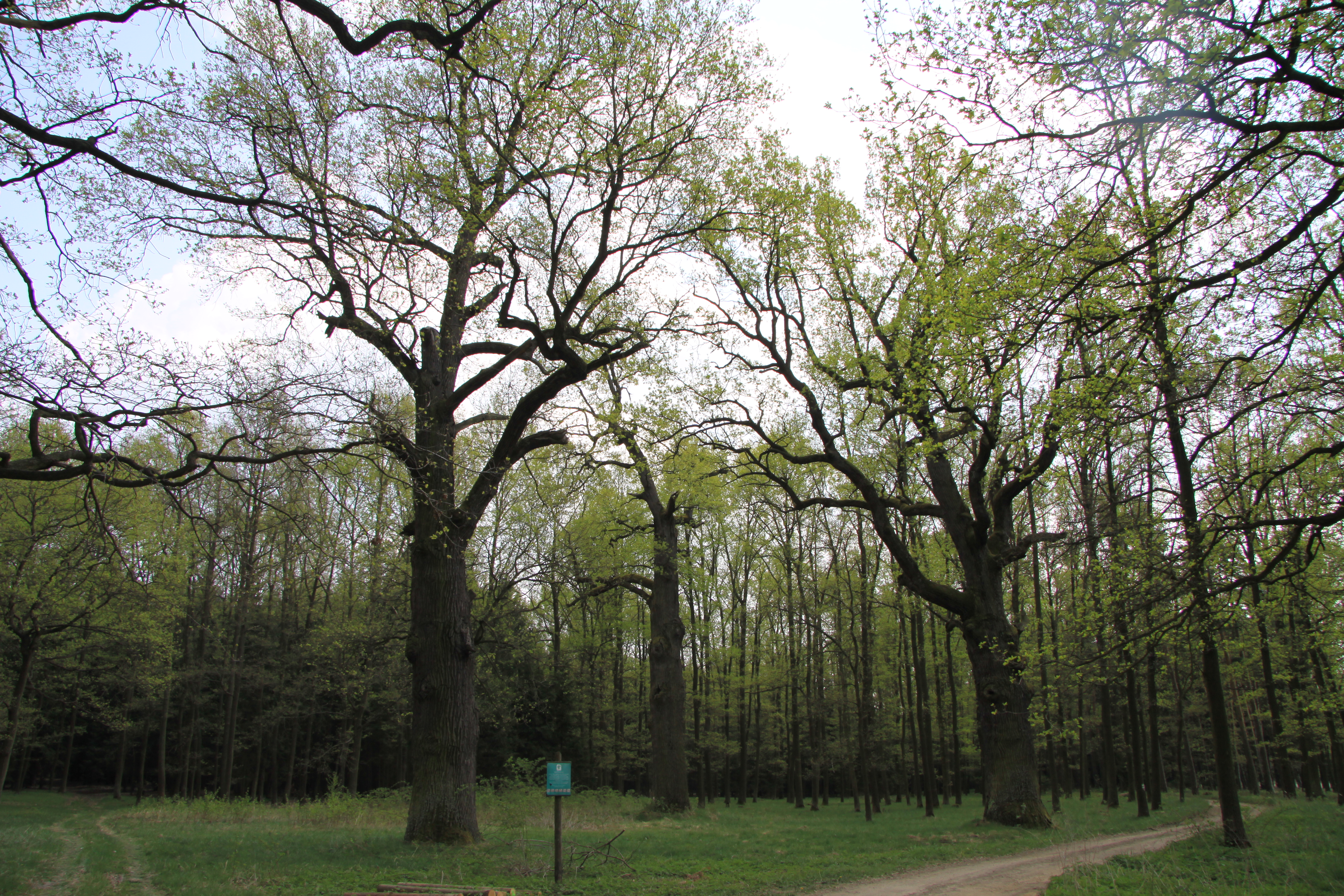
Schwarzenberger Eichen

- Die Kirche Mariä Verkündigung wurde zum Ende des 13. Jahrhunderts im frühgotischen Stil errichtet und im 15. Jahrhundert erweitert. Ihre barocke Gestalt erhielt sie beim Wiederaufbau nach einem Brand im Jahre 1742.
- Pfarrhaus, Renaissancebau aus dem 16. Jahrhundert
- Schwarzenberger Eichen (Schwarzenberské duby), geschützte Gruppen von Eichen östlich des Dorfes am Rand des Waldes Malá blana.
- Steinerner Bildstock an der Straße nach Dříteň aus dem 16. Jahrhundert
- Kreuz zum Gedenken an die gefallenen Franzosen beim Gefecht bei Zahájí, errichtet 1932 durch die französische Regierung
- Bauernhof in Bauernbarock, errichtet 1881